# 安部真知
安部 真知（あべ まち、1926年〈大正15年〉8月26日 - 1993年〈平成5年〉9月24日）は、日本の舞台美術家。夫は作家の安部公房。旧姓は山田、本名は真知子。大分県西国東郡高田町（現・豊後高田市）出身。

## 生涯
1926年（大正15年）8月26日、大分県西国東郡高田町（現・豊後高田市）の廻船問屋・山田清とノブの間に生まれる。1944年（昭和19年）、大分県立高田高等女学校（現・大分県立高田高等学校）卒業。6人兄姉の5番目の次女であったが、兄弟のうちただひとり、母のとりなしにより東京に進学する。
1947年（昭和22年）、女子美術専門学校日本画部師範科（現・女子美術大学）を卒業。その後、安部公房と出会い、同居を始める。1958年（昭和33年）に「幽霊はここにいる」の装置担当を務めたのをきっかけに、舞台美術家として活躍し、「棒になった男」を始め安部公房の作品を数多く手がけた。また、安部の著作の装幀や挿絵も行った。1993年（平成5年）9月24日の午前11時ごろ、急性心筋梗塞により、東京都調布市の自宅で死去した。

## 舞台美術の仕事
- 1958年 劇団俳優座「幽霊はここにいる」[7]、劇団舞芸座「泥棒論語」
- 1960年 劇団俳優座「巨人伝説」
- 1965年 劇団俳優座「おまえにも罪がある」
- 1967年 劇団青年座「友達」、合同公演「奇想天外神聖喜歌劇」
- 1968年 劇団俳優座「タンゴ」[8]
- 1969年 劇団俳優座「御意のままに」[9]「狂人なおもて往生をとぐ」[10]、紀伊國屋演劇公演「棒になった男」
- 1970年 劇団文学座「花の館」
- 1971年 劇団民藝「神の代理人」、劇団文学座「十二夜」、劇団俳優座「オセロ」[11]「未必の故意」
- 1972年 劇団俳優座「リア王」[12]「管理人」[13]
- 1974年 劇団俳優座「三人姉妹」「かもめ」
- 1975年 劇団俳優座「帰郷」
- 1977年 演劇集団円「尺には尺を」
- 1978年 新劇団協議会「ペール・ギュント」
- 1980年 演劇集団円「まちがいつづき」、劇団俳優座「背信」
- 1981年 劇団俳優座「桜の園」、劇団民藝「廃屋のパーティ」
- 1982年 博品館劇場「キャバレー」、演劇集団円「ヴォルポーネまたの名を狐」
- 1983年 劇団俳優座「メアリ・スチュアート」[14]、劇団民藝「こわれがめ」
- 1984年 劇団俳優座「おまえにも罪がある」「貴族の階段」
- 1985年 劇団民藝「こんな筈では…」
- 1986年 劇団民藝「転落の後に」
- 1987年 セゾン劇場「朱雀家の滅亡」
- 1990年 劇団民藝「どん底」

## 受賞歴
- 1969年、劇団俳優座公演「狂人なおもて往生をとぐ」と、紀伊國屋演劇公演「棒になった男」の装置で紀伊國屋演劇賞受賞[15]。
- 1972年、「オセロ」「未必の故意」他で第5回伊藤熹朔賞受賞[5][16]。
- 1972年、劇団俳優座公演「リア王」の舞台装置で、昭和47年度（第27回）芸術祭賞演劇部門優秀賞受賞[17][18]。

## 人物
安部真知と公房は1960年の同じ日に運転免許を取得し、大晦日から九州へ10日間のドライブへでかけた。以来二人は運転に関してライバル意識をもやしていた。原稿を深夜に届けるのは真知の役目だった。また公房が外で飲酒する機会には、真知が運転手としてついていった。当初は1台の自動車を二人で交代で運転していたが、1965年にはルノー2台とクーペ1台の計3台を所有し、TPOに応じて使い分けていた。二人は鈴鹿サーキットに毎年通うほど自動車運転を楽しんだ。
真知は編み物が好きで、自作ニットのワンピースやストールを身につけ、スカーフや個性的アクセサリーで色とデザインを楽しんでいた。
1993年1月に公房が没した後には、遺稿の整理など精力的に活動していた。全集刊行に向けての整理により、未完の絶筆などが発見されていた。9月初旬には作曲家武満徹・浅香夫妻と文芸評論家ドナルド・キーンと共に松本市へ旅行していたが、下旬に急逝し、多くの人が悼んだ。結婚生活を通じ安部公房のよき理解者で、大江健三郎は「精神的な同志」と語っている。喪主は長女の真能ねりが務めた。